# Eduardo Bradley
Eduardo Bradley (1887-1951) foi um piloto argentino e balonista que, em 1916, fez o primeiro balão capaz de atravessar os Andes. Ele foi uma figura importante na fundação da aviação civil na América do Sul.
Nascido na cidade de La Plata, Argentina, em 9 de abril de 1887, Bradley era filho de Tomás Bradley Sutton, veterano da Guerra do Paraguai, e de Maria Hayes O'Callaghan. Ele começou a sua carreira de piloto ao lado de Jorge Newbery. O seu brevet foi o primeiro a ser emitido após os recém-criados regulamentos da Organização de Aviação Civil Internacional. Logo após a morte em 1914 de um amigo, ele se comprometeu a honrar o seu falecido amigo ao tentar atravessar a cordilheira dos Andes em um aerostato. Já um experiente balonista, Bradley tinha feito mais de cem voos, tendo batido recordes de altitude (de 6.900 metros), duração do voo (28 horas, 10 minutos), e de distância percorrida em um único voo (900 km, de Buenos Aires até Rio Grande do Sul).